# 严重过敏反应
严重过敏反应又称全身性過敏反應、嚴重過敏、重度過敏、強過敏，是一种速发、可危及生命的全身性超敏反应，主要由IgE介导，且发生危及生命的气道、呼吸或循环系统症状。严重过敏反应可累及皮肤黏膜、呼吸道、心血管、胃肠等多个器官系统，且可进展为过敏性休克（anaphylactic shock），但不限定必须有典型皮肤特征或循环性休克的发生。
严重过敏反应通常會伴隨以下症狀：起癢疹、舌頭或咽喉腫脹、呼吸困難、嘔吐、頭暈及低血壓；以上症狀往往會在數分鐘到數小時之間發作。。常見的引起嚴重過敏原因有昆蟲叮咬、食物過敏以及藥物過敏。其他可能的原因包含接觸乳膠或運動 ，有的病例甚至找不到明確誘因。過敏的機制可能是因為免疫性或非免疫性的原因，誘發特定某些白血球釋放介質。確診的方式是透過患者在接觸到潛在過敏原後顯露的症狀及病徵而定。
严重过敏反应的第一線治療是靜脈注射或肌肉注射腎上腺素，並將患者置於復甦姿勢。此外，病人也可能需要注射追加的劑量。其他如抗組織胺藥及皮質類固醇都屬於輔助用藥。有严重过敏反应病史者，醫師會建議隨身攜帶腎上腺素自動注射器及記錄有自身病史的文件。
據估計，全球約有 0.05–2% 的人口會在人生某個時間點發生严重过敏反应，此比例似乎也在持續增加中。严重过敏反应好發於年輕族群及女性。在美國，約有 0.3% 因過敏型休克求醫的患者最後宣告不治。
严重过敏反应的英语 anaphylaxis 源自古希臘語  ᾰ̓νᾰ-（ana-, “up, thoroughly”）“上升地，极度地”之义，和 φύλαξις（phúlaxis, “protection, watching, guarding”）“防护、监视、守卫”之义。

## 体征和症状

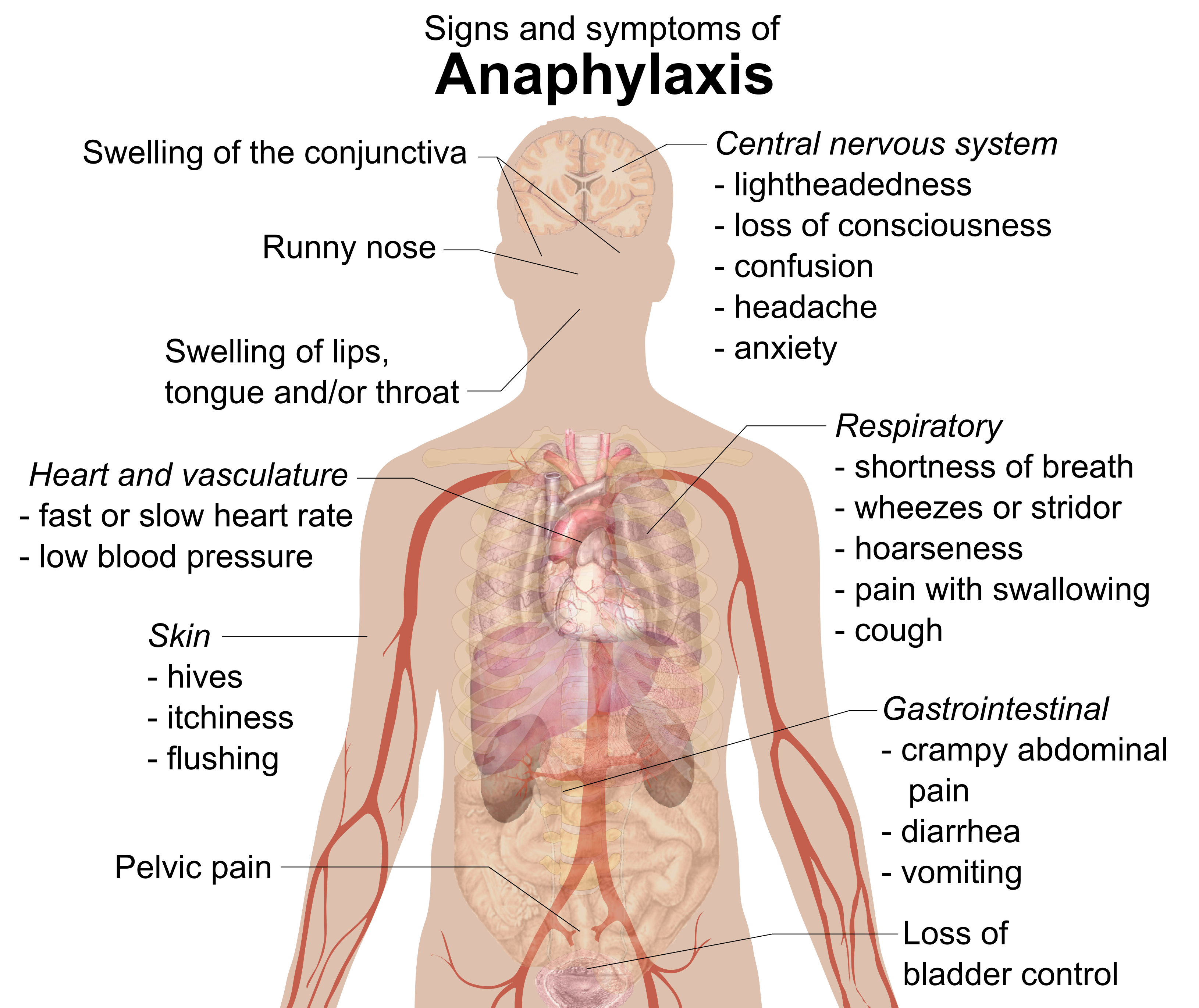
全身性过敏反应的体征和症状.

严重过敏反应通常在数分钟或小时内产生许多不同症状。如果是经由（静脉）直接进入血管的物质所引起的话，症状平均在5 至 30  分钟内出现。如果是由病人所食用的食物所引起的话，平均会2 小时内出现。最常见的患病部位包括：皮肤 (80–90%)、肺部及呼吸道(70%)、胃肠道(30–45%)、心脏及血管(10–45%) 和中枢神经系统 (10–15%)。反应通常涉及两个或多个系统。

### 皮肤

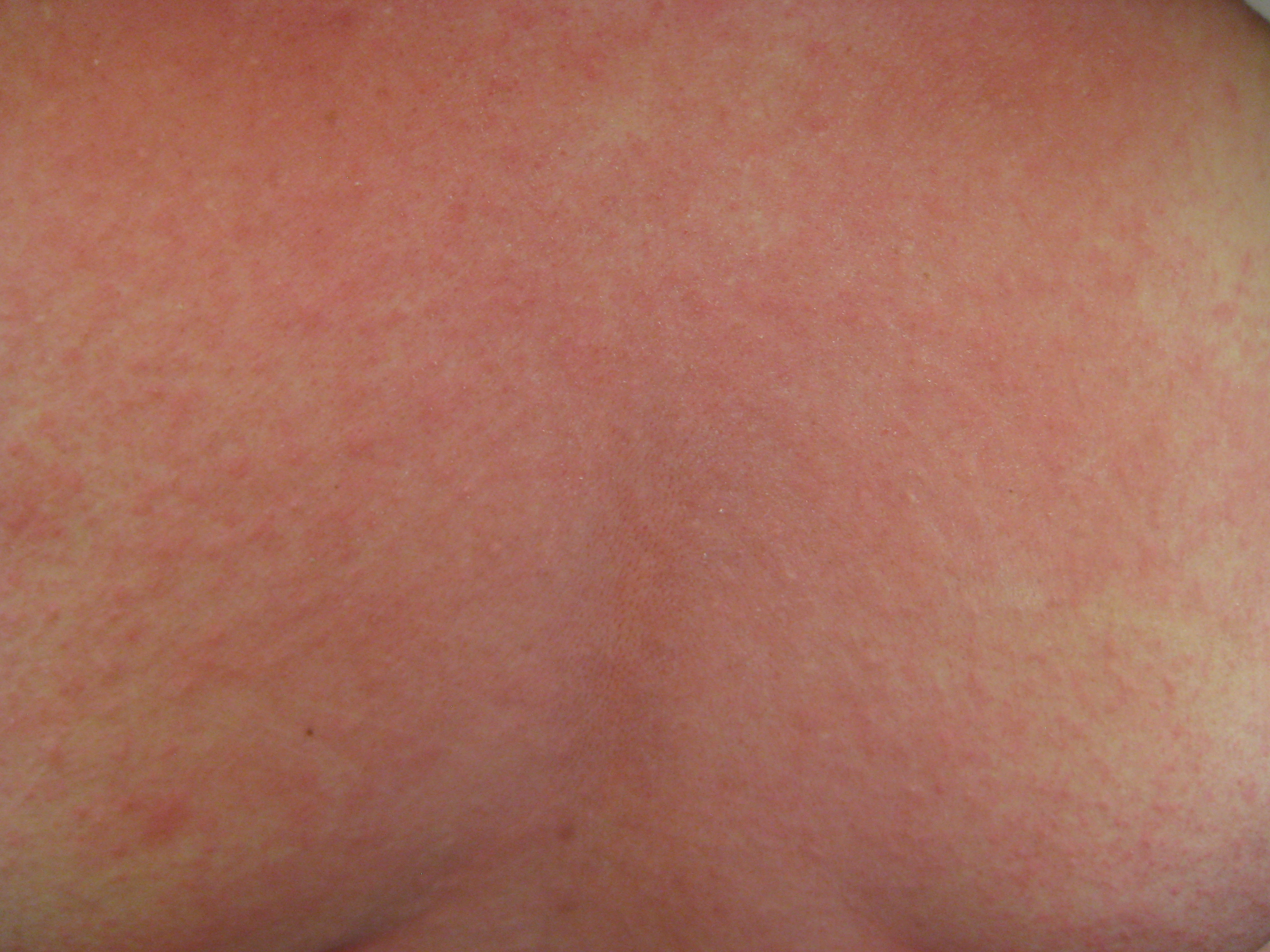
背部有麻疹和潮红的全身性过敏反应病人

症状通常包括皮丘（麻疹）、发痒、面部或皮肤潮红，或口唇肿胀。有皮下肿胀（血管性水肿）的人可能感到其皮肤有烧灼感而非发痒。20%的病例可能会出现舌或咽喉肿胀。其它特征可能包括流鼻涕和眼及眼睑表面上出现粘膜（结膜）肿胀。皮肤还可能由于缺乏氧气出现蓝色（紫绀）。

### 呼吸系统
呼吸系统症状和体征包括呼吸短促、低音调的呼吸困难（喘息）音或高音调的呼吸困难（哮鸣）音。低音调的呼吸困难音通常由下气道肌肉痉挛（支气管肌肉）所引起。高音调的呼吸困难音是由于上气道肿胀，导致呼吸通道变窄。同时，声音嘶哑、吞咽痛或咳嗽也可能出现。

### 心脏
心脏的血管可能由于心脏某些细胞释出組織胺而突然收缩（冠脉痉挛）。这样會妨碍到达心脏的血流，由此导致的可能结果包括心脏细胞死亡（心肌梗死）、心脏搏动太慢或太快（心律失常）、心脏彻底停止跳动（心脏骤停）。已患有心脏病的人是全身性过敏反应所致心脏效应的高危人群。虽然低血压所致的快速心率较常见，但是曾患有全身性过敏反应中10%的人可能会同时有慢心率（心动过缓）和低血压。（心动过缓和低血压合并称为贝-亚二氏反射（Bezold–Jarisch reflex））。患者可能会由于血压下降而出现头晕或失去知觉。低血压可能由血管扩张（分布性休克）或心室衰竭（心源性休克）所引起。在罕见病例中，极低血压可能是全身性过敏反应的唯一体征。

### 其它
胃肠道症状可能包括腹部绞痛、腹泻和呕吐。患者可能有思维混乱、膀胱失去控制及子宫痉挛样的盆腔痛。环绕脑部的血管扩张可能导致头痛。患者还可能感到烦躁不安或濒死幻觉。

## 誘發因素
全身性过敏反应可以是身体对差不多任何异物所产生的反应。常见诱因包括虫咬或虫螫毒液、食物（例如堅果類）和药物（過敏原的萃取物、生物製劑、疫苗、診斷用藥）。食物是儿童和青少年最常见的致敏诱因，而药物和虫咬或虫螫则是老年人较常见的诱因。较少见的诱因包括物理因素、生物制剂（如精液）、乳胶、激素水平变化、食物添加剂（如味精和食物色素）和皮肤用药（外用药）。运动或（热或冷）温度也能使某些组织细胞（称为肥大細胞）释放可以启动全身性过敏反应的化学物质，从而诱发全身性过敏反应。运动引致的全身性过敏反应也经常与所进食的食物存在关联。如果进行麻醉时出现全身性过敏反应，最常见原因是某些引致麻痹的药物（神经肌肉阻滞剂）、抗生素和乳胶。在32-50%的病例中，未能查明病因（特发性全身性过敏反应）。

### 食物
许多食物在初次食用时便能够诱发全身性过敏反应。在西方文化中，最常见的致敏食物為花生、小麦、树坚果、贝类、鱼类、奶类和鸡蛋。在中东，芝麻是常见的诱发性食物。在亚洲，米饭和鹰嘴豆经常引起全身性过敏反应。严重病例通常由所进食的食物所引起，但是当诱发性食物接触到身体某部分时，有些人也会产生严重反应。同时，儿童长大后其过敏症会消失。到16岁时，80%对奶类或鸡蛋有全身性过敏反应的儿童和20%单独对花生有全身性过敏反应的儿童可以食用这些食物，而不发生任何问题。

### 药物
任何药物皆可引起全身性过敏反应。最常见的是β-内酰胺类抗生素（如青霉素），其次为阿司匹林和非甾体抗炎药。如果对非甾体抗炎药过敏，通常可以轉用另一种替代藥物。其它常见引致全身性过敏反应的原因包括化疗、疫苗、鱼精蛋白（存在于精子中）和草本植物所制成的药物。一些药物包括万古霉素、吗啡和用以增强x光图像的造影剂可以破坏组织中的某些细胞，使其释放组織胺（肥大细胞脱颗粒）而导致全身性过敏反应。药物反应的次数部分地取决于给药次数，也部分地取决于药物在人体作用的方式。青霉素或头孢霉菌素的全身性过敏反应，只会在药物与蛋白质的体内结合之后产生，其中某些药物更容易与蛋白结合。青霉素全身性过敏反应的风险为两千至一万分之一。而死亡的风险则低于五万分之一。阿司匹林和非甾体抗炎药全身性过敏反应的风险约为五万分之一。如果病人对青霉素有反应，则对头孢霉菌素有反应的风险较大但是其风险仍低于千分之一。用于增强x光图像的较早药物（放射造影剂）导致全身性过敏反应的比例低于1%，而较新的低渗放射造影剂的全身性过敏反应比例为0.04%。

### 毒液
来自有针剌的昆虫或咬虫的毒液，如蜜蜂和黄蜂（膜翅目）或接吻虫（锥猎蝽亚科）可以引起全身性过敏反应。如果过去曾对毒液有反应，且不只是在针剌处周围的局部反应，这些人将来存在着较大的全身性过敏反应风险。然而，死于全身性过敏反应的半数人未曾出现广泛（全身的）反应。

### 危险因素
患有特应性疾病如哮喘、濕疹或过敏性鼻炎的人是对食物、乳胶和放射造影剂出现全身性过敏反应的高风险人群。但这些人对于注射用药物或针剌并无较高风险。一项针对患有全身性过敏反应儿童的研究表明，其中60%的儿童过去曾有特应性疾病的病史。死于全身性过敏反应的90%以上儿童曾患有哮喘。患有组织中存在大量肥大细胞（肥大细胞增生症）所致疾病的人或较富有的人风险较高。距离上次暴露于引致全身性过敏反应的药剂时间越长，则出现新反应的风险越低。

## 机制
全身性过敏反应是一种突然起病且影响多个身体系统的严重过敏反应。它是由肥大细胞和嗜碱性粒细胞所释放的炎症介质和细胞因子所引起。通常是由免疫系统反应引起其释放，但是也可以由与免疫反应无关的细胞损害所引起。

### 免疫学机制
当全身性过敏反应由免疫反应引起时，免疫球蛋白E（IgE）与启动全身性过敏反应（抗原）的异物结合。然后，与IgE结合的抗原所形成的联合体激活了肥大细胞和嗜碱性粒细胞上的FcεRI受体。所以，肥大细胞和嗜碱性粒细胞释放炎症介质如组織胺而产生反应。这些介质增强了支气管平滑肌的收缩，使血管扩张（血管舒张）及增加血管中的液体渗漏，最后抑制心肌作用。现已发现存在一个不依赖IgE的免疫学机制，但是不知道会否存在于人类。

### 非免疫学机制
当全身性过敏反应不是由免疫反应引起时，反应是由直接损害肥大细胞和嗜碱性粒细胞的药剂所致，使其释放组織胺和其它通常与全身性过敏反应有关的物质（脱颗粒）。 能够损害这些细胞的药剂包括X光造影剂、鴉片类药物、（热或冷）温度和振动。

## 诊断
过敏是通过临床表现来诊断的。当患者在接触过敏原后数分钟到数小时内出现以下三种表现中的任何一种，则极可能发生了全身性过敏反应：
1. 皮肤或粘膜组织症状加上呼吸困难或低血压
2. 两种或多种以下症状： 
  1. 皮肤或粘膜症状
  2. 呼吸困难
  3. 低血压
  4. 胃肠道症状
3. 接触已知过敏原后发生的低血压

如果病人对昆虫蜇咬或某种药物有不良反应，血液胰蛋白酶或组織胺（由肥大细胞释放）水平测试可能对断症有一定价值。起因为食物，或病人血压为正常时，这些测试的作用则不大，而且它们也不能排除过敏症的诊断。

### 分类
全身性过敏反应主要有三类。发生过敏性休克时，整个身体的血管发生扩张（系统性血管舒张），导致血压低于本人正常血压值的30%或低于标准值的30%。在没有再次接触引起首次反应的过敏原下，症状在1-72小时内再次出现者，诊断为双相全身性过敏反应。一些研究声称有多达20％的全身性过敏反应病例为双相病例。这类反应的症状通常在8小时内再次发生。对第二次反应的处理方法与对首次反应的方法相同。“假全身性过敏反应”或“类全身性过敏反应”是过去对由肥大细胞(肥大细胞脱颗粒反应)直接损伤引起的全身性过敏反应的称呼，这些反应不是直接由全身性过敏反应引起的。，有意见认为过去的旧称不应该再延续使用。

### 过敏性测试

在右臂上进行皮肤过敏测试

过敏测试有时可以帮助确定导致全身性过敏反应的原因，如对某些食物及毒物可以进行相应的皮肤过敏测试（如过敏原皮肤点刺试验等）。特异性抗体的血液测试可以用来确认牛奶、鸡蛋、花生、鱼类及坚果的全身性过敏反应。青霉素过敏是唯一一种可以用皮肤测试确诊的药物过敏。非免疫性全身性过敏反应只能通过查询病史或接触可能曾引起反应的过敏原来诊断，但没有可以确诊的皮肤或血液测试。

### 鉴别诊断
全身性过敏反应与哮喘、由于缺氧引起的晕厥和恐慌症有时可能很难区别。哮喘病人通常没有痒感或胃肠症状。晕厥发生时病人皮肤呈苍白色并且无出疹。恐慌症病人可能皮肤呈红色，但没有风疹出现。其它可能有类似症状的病症包括因腐坏鱼肉引起的食物中毒（scombroidosis）和因某些寄生虫引起的感染（anisakiasis）。

## 预防
防止全身性过敏反应的主要方法是避免任何曾引起反应的情况出现。 当不能避免这些情况时，有时可以进行使身体对已知过敏原停止发生反应的治疗（脱敏 desensitization）。 以膜翅目毒液进行的免疫系统治疗（immunotherapy）在80-90%的成年人和98%的儿童中对蜜蜂、 黄蜂、 大黄蜂、胡蜂（yellowjacket）和火蚁引起的全身性过敏反应有效。 口服免疫治疗对包括牛奶、鸡蛋、坚果和花生等一些食物在一定人群中引起的全身性过敏反应可能有效；但这些疗法往往有负面作用。 脱敏也可能对许多药物过敏有效，但大部分病人只需避开引起反应的药物。 对乳胶有反应的人，避免接触含有造成类似免疫应答的食物（交叉反应食品 cross-reactive foods），例如鳄梨、香蕉和马铃薯等等，也可能很重要。

## 处理
全身性过敏反应是内科急症，可能需要对患者进行气道管理、吸氧、大量输液及密切监测。肾上腺素是首选治疗剂，此外抗组織胺药和类固醇也是常用药物。病人恢复正常后，应在医院观察2-24小时以确保症状没有再次发生，这种情况在双相全身性过敏反应的人群中会出现。

### 肾上腺素

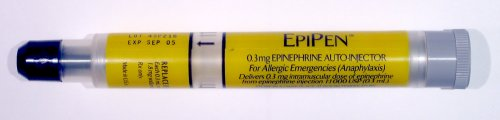
旧版的EpiPen肾上腺素自助注射器

肾上腺素（adrenaline）是全身性过敏反应的主要治疗方法，并且此药物没有不应使用的情况（没有绝对禁忌症）。建议的治疗方法为在疑诊全身性过敏反应后尽快将肾上腺素以肌肉注射注入前外侧大腿中段肌肉内。如果病人对治疗反应不佳，可以每隔5-15分钟进行重复注射。有16%-35%的病例需要进行第二次注射，但很少有需要超过两次注射的情况出现。首选肌肉注射是因为皮下注射（subcutaneous administration）时药物的吸收可能对于疗效要求过于缓慢。肾上腺素引起的一些微小副作用包括震颤、焦虑、头痛或心悸。
肾上腺素对于正在使用贝塔阻抗剂（B-blocker）的人群可能不起效用。在此情况下，如果肾上腺素无效，可以静脉滴注胰高血糖素，胰高血糖素的药用机制不涉及β-受体。
如有必要，肾上腺素也可以使用稀释溶液以静脉注射（intravenous injection）。但静脈注射肾上腺素已被证明可引起心律不齐 (dysrhythmia) 和心肌梗塞 (myocardial infarction)。可以让过敏病人自己肌肉注射肾上腺素的肾上腺素自助注射器（autoinjectors）通常有两种剂量，一种用于成人或体重超过25公斤的儿童，另一种用于体重10-25公斤的儿童。

### 有关药物
抗组織胺药通常与肾上腺素联用。理论上抗组織胺药物应该有效，但事实上很少证据表明抗组織胺药在全身性过敏反应的治疗中有实际效用。2007年Cochrane的综述中没有发现可以用来推荐此类药物使用的有质量的研究。抗组織胺药物对气道中的液体聚集或气道痉挛没有作用。在正在发生的全身性过敏反应发作中，皮质类固醇激素不太可能有所作为。这些药物有望用于降低双相全身性过敏反应发生的风险，但无法确定其在防止未来全身性过敏反应的有效性。通过喷雾器（nebulizer）使用沙丁胺醇的疗法对于肾上腺素无法缓解的支气管痉挛症状可能有效。亚甲蓝已在其它疗法无效时加以使用，因为它可能会放松平滑肌。

### 防病措施
全身性过敏反应的危险人群宜备有一份“全身性过敏反应行动计划”。父母应将子女的全身性过敏反应情况及应对措施告知子女就讀的学校。此行动计划通常包括如何使用肾上腺素自助注射器、携戴病情通告手环及避免发病源的建议。对于某些发病源，可以采用使身体降低对致敏物质敏感性的治疗（过敏原免疫治疗 allergen immunotherapy）。这种类型的治疗有可能预防全身性过敏反应。一种疗程数年的皮下脱敏疗法已被证明对昆虫叮咬过敏有效，而口服脱敏对很多食物过敏有效。

## 病症前景
在过敏原为已知而病人得到迅速及时治疗的情况下，病人康复的几率很大。即使在病原是未知的情况下，如果有停止反应的药物可用，则病人通常可以得到良好康复。死亡常由呼吸道（通常为气道闭塞）或心血管（休克）原因所致。0.7–20%的全身性过敏反应病例导致死亡。一些病例在数分钟内即导致死亡。运动诱发全身性过敏反应的病例通常预后良好，随着病人年长则发生率及严重程度降低。

## 发病率
每年严重过敏反应的发生率为十万分之4–5，一生中发生全身性过敏反应的几率为 0.5%–2%.全身性过敏反应发生率似乎正在上升。在1980年代，发生全身性过敏反应的人数大约为每年万分之2，但在1990年代却为每年万分之5。发病率的增加似乎主要是由食物引起的全身性过敏反应所致。青少年和女性的发病风险最大。
目前统计，严重过敏反应在美国每年导致500–1000 死亡病例（2.4／百万），在英国导致每年20例死亡病例（0.33／百万），在澳大利亚每年导致15例死亡病例 (0.64／百万)。自七十年代至本世纪初死亡率已下降。在澳大利亚，女性的过敏死亡病例主要由食物引起，而男性的过敏死亡病例主要由昆虫咬伤引起。最常引起全身性过敏反应死亡的原因为药物。

## 相关历史
"Aphylaxis"一词是 1902 年由Charles Richet开始使用，后来更改为" anaphylaxis"，因为这样听起来更顺。后来他在1913 年因对全身性过敏反应的研究得到了医学和生理学的诺贝尔奖。其实此反应自古以来便有记录。此术语来自古希腊语 ἀνά ana 表示“极度地”、 和 φύλαξις 表示“保护”。

## 研究
对舌下含服肾上腺素(sublingual epinephrine)治疗全身性过敏反应的研究正在持续进行。对皮下注射抗 IgE 抗体 omalizumab 以防止复发的研究正在进行，但目前此疗法并非推荐疗法。